# 那天的氛圍
是一部2016年上映的韓國爱情喜剧片，由《骆驼言》的导演曹圭章执导，文彩元与柳演錫主演。

## 劇情介紹
秀晶已经和男友交往了10年，但他们现在只是一段不温不火的关系。在去釜山出差的前一天晚上，秀晶听到她的朋友即将和初恋结婚，因此感到心烦意乱。
在开往釜山的火车上，她坐在宰贤旁边，这个男人自称是一个“阿加莫尼特”，一个无名的基督教教派，允许男人拥有许多精神上的新娘，他并不排斥和一个陌生女人发生一夜情。宰贤被秀晶美丽的臀部吸引，旅途中宰贤一直努力靠近秀晶，秀晶试图拒绝宰贤，但由于火车突然故障，最终他们一起乘车前往釜山。
因为宰贤一直在努力赢得秀晶的心，秀晶开始慢慢向宰贤敞开心扉。随着时间的流逝，秀晶看到了宰贤的真实内心，发现自己已被他吸引。

## 演員陣容
- 文彩元 饰演 裴秀晶[7]
- 柳演錫 饰演 金宰賢
- 趙在允 饰演 姜前辈
- 朴敏雨 饰演 姜真哲[8]
- 李妍度 饰演 寶晶
- 李言廷 饰演 邊熙
- 賈得熙 饰演 允珠
- 李海英 饰演 代表
- 金大凌 饰演 教练
- 李道妍 饰演 KTX卡大婶
- 李姝雨 饰演 传信女子
- 李姃垠 饰演 彩虹食堂大婶
- 金宰澈 饰演 百货商场男评委
- 李新春 饰演 御园女职员
- 文世潤 饰演 信用卡中心后辈（友情出演）
- Lizzy 饰演 頌怡（友情出演）
- 印喬鎮 饰演 東旭（友情出演）
- 金瑟琪 饰演 洪代理（特别出演）

## 外部連結
- 官網 （页面存档备份，存于）
- NAVER上《那天的氛圍》的資料
- 韩国电影数据库（KMDb）上《那天的氛圍》的資料
- 互联网电影数据库（IMDb）上《男神貴姓》的资料（英文）
- 豆瓣电影上《那天的氛圍》的資料 （简体中文）
- Box Office Mojo上《那天的氛圍》的资料（英文）
- 爛番茄上《那天的氛圍》的資料（英文）
- movist （页面存档备份，存于）